# Mesolongi
Mesolongi en grec: Μεσολόγγι, Mesolongi, també transcrit Mesolongi, Missolonghi, Messolonghi; forma antiga Mesolòngion) és una ciutat situada a l'oest de Grècia i que té prop d'11.000 habitants (2001). La ciutat és la capital de la Unitat perifèrica d'Etòlia-Acarnània i la seva tercera ciutat més gran. És la seu del municipi de Hiera Mesolongiou Polis (ciutat sagrada de Mesolongi).
Mesolongi està enllaçada per la GR-5/I55. El camí cap a Ástaco va al nord-oest i també hi ha accés a GE-48 cap a l'est. La ciutat tenia una estació de ferrocarril en la línia cap Agrinio, però va ser abandonada en la dècada de 1970.
La ciutat és coneguda pel dramàtic setge al qual va ser sotmesa per les tropes otomanes durant la Guerra d'Independència Grega i especialment per ser el lloc on va morir el poeta anglès George Gordon Byron (conegut com a Lord Byron), considerat un dels escriptors més versàtils i importants del Romanticisme. Byron hi havia anat per defensar la independència grega. Eugène Delacroix li va dedicar el seu cèlebre Grècia sobre les ruïnes de Mesolongi, que es troba al Museu de Belles Arts de Bordeus.

Grècia sobre les ruïnes de Mesolongi Eugène Delacroix (1798-1863)
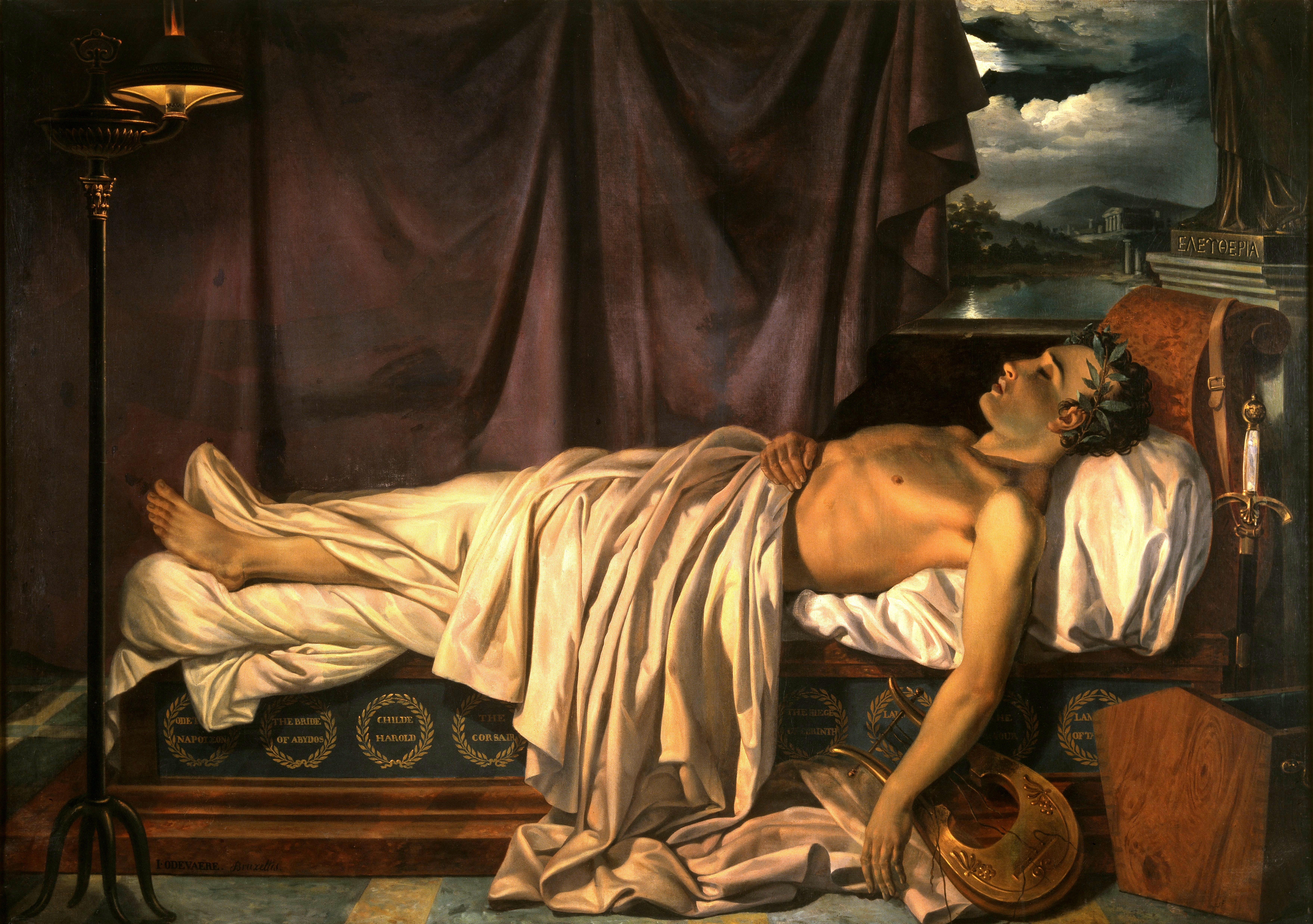
Lord Byron al seu llit de mort (1826) Joseph D. Odevaere (1775-1830)